# 奧德修斯·埃斯基佐格魯
奧德修斯·埃斯基佐格魯（希臘語：Οδυσσέας Εσκιτζόγλου，Odysseas Eskitzoglou；1932年5月3日—2018年8月26日），是希腊海員及奥林匹克运动员。他曾参加1960年罗马夏季奥运会，与希腊王储康斯坦丁二世和喬治亞斯·扎伊米斯一起驾驶尼柔斯帆船，赢得了龙级金牌。1960年，奧德修斯與尼柔斯帆船船員一起被评为希腊年度最佳运动员之一。
奧德修斯以舵手的身份，在1964年东京夏季奥运会取得第8名。